# Tour de Flandes 2023
La 107.ª edición de la clásica ciclista Tour de Flandes (nombre oficial en neerlandés y francés: Ronde van Vlaanderen / Tour des Flandres) fue una carrera en Bélgica que se celebró el 2 de abril de 2023 con inicio en la ciudad de Brujas y final en la ciudad de Oudenaarde sobre un recorrido de 273,4 kilómetros.
La carrera formó parte del UCI WorldTour 2023, calendario ciclístico de máximo nivel mundial, siendo la decimocuarta carrera de dicho circuito. El vencedor fue el esloveno Tadej Pogačar del UAE Emirates y estuvo acompañado en el podio por el neerlandés Mathieu van der Poel del Alpecin-Deceuninck y el danés Mads Pedersen del Trek-Segafredo, segundo y tercer clasificado respectivamente.

## Equipos participantes
Tomaron parte en la carrera 25 equipos: 18 de categoría UCI WorldTeam y 7 de categoría UCI ProTeam. Formaron así un pelotón de 175 ciclistas de los que acabaron 96. Los equipos participantes fueron:
| WorldTeams (18)- AG2R Citroën Team - Alpecin-Deceuninck - Astana Qazaqstan Team - Bahrain Victorious - Bora-Hansgrohe - Cofidis - EF Education-EasyPost - Groupama-FDJ - Ineos Grenadiers - Intermarché-Circus-Wanty - Jumbo-Visma - Movistar Team - Soudal Quick-Step - Arkéa-Samsic - Team DSM - Team Jayco AlUla - Trek-Segafredo - UAE Team Emirates ProTeams (7)- Bingoal WB - Israel-Premier Tech - Lotto Dstny - Q36.5 Pro Cycling Team - Team Flanders-Baloise - TotalEnergies - Uno-X Pro Cycling Team |
| |

## Clasificación final
La clasificación finalizó de la siguiente forma:
| \| Clasificación general \| Clasificación general \| Clasificación general \| Clasificación general \| Clasificación general \| \| Ciclista \| Ciclista \| Equipo \| Tiempo \| \| \| --------------------- \| --------------------- \| ---------------------- \| --------------------- \| --------------------- \| \| 1.º \| Tadej Pogačar \| UAE Team Emirates \| 6 h 12 min 07 s \| \| \| 2.º \| Mathieu van der Poel \| Alpecin-Deceuninck \| + 16 s \| \| \| 3.º \| Mads Pedersen \| Trek-Segafredo \| + 1 min 12 s \| \| \| 4.º \| Wout van Aert \| Jumbo-Visma \| + 1 min 12 s \| \| \| 5.º \| Neilson Powless \| EF Education-EasyPost \| + 1 min 12 s \| \| \| 6.º \| Stefan Küng \| Groupama-FDJ \| + 1 min 12 s \| \| \| 7.º \| Kasper Asgreen \| Soudal Quick-Step \| + 1 min 12 s \| \| \| 8.º \| Fred Wright \| Bahrain Victorious \| + 1 min 12 s \| \| \| 9.º \| Matteo Jorgenson \| Movistar Team \| + 1 min 19 s \| \| \| 10.º \| Matteo Trentin \| UAE Team Emirates \| + 2 min 49 s \| \| \| 11.º \| Nathan Van Hooydonck \| Jumbo-Visma \| + 3 min 12 s \| \| \| 12.º \| Florian Vermeersch \| Lotto Dstny \| + 3 min 31 s \| \| \| 13.º \| Tiesj Benoot \| Jumbo-Visma \| + 5 min 12 s \| \| \| 14.º \| Christophe Laporte \| Jumbo-Visma \| + 5 min 16 s \| \| \| 15.º \| Mikkel Bjerg \| UAE Team Emirates \| + 5 min 16 s \| \| \| 16.º \| Benoît Cosnefroy \| AG2R Citroën Team \| + 5 min 16 s \| \| \| 17.º \| Anthony Turgis \| TotalEnergies \| + 6 min 04 s \| \| \| 18.º \| Alexander Kristoff \| Uno-X Pro Cycling Team \| + 6 min 09 s \| \| \| 19.º \| John Degenkolb \| Team DSM \| + 6 min 09 s \| \| \| 20.º \| Nils Politt \| Bora-Hansgrohe \| + 6 min 09 s \| \| |                      |                        |                 |
| |                      |                        |                 |
| Fuente: ProCyclingStats |                      |                        |                 |
| Clasificación general |                      |                        |                 |
| Ciclista | Ciclista             | Equipo                 | Tiempo          |
| 1.º | Tadej Pogačar        | UAE Team Emirates      | 6 h 12 min 07 s |
| 2.º | Mathieu van der Poel | Alpecin-Deceuninck     | + 16 s          |
| 3.º | Mads Pedersen        | Trek-Segafredo         | + 1 min 12 s    |
| 4.º | Wout van Aert        | Jumbo-Visma            | + 1 min 12 s    |
| 5.º | Neilson Powless      | EF Education-EasyPost  | + 1 min 12 s    |
| 6.º | Stefan Küng          | Groupama-FDJ           | + 1 min 12 s    |
| 7.º | Kasper Asgreen       | Soudal Quick-Step      | + 1 min 12 s    |
| 8.º | Fred Wright          | Bahrain Victorious     | + 1 min 12 s    |
| 9.º | Matteo Jorgenson     | Movistar Team          | + 1 min 19 s    |
| 10.º | Matteo Trentin       | UAE Team Emirates      | + 2 min 49 s    |
| 11.º | Nathan Van Hooydonck | Jumbo-Visma            | + 3 min 12 s    |
| 12.º | Florian Vermeersch   | Lotto Dstny            | + 3 min 31 s    |
| 13.º | Tiesj Benoot         | Jumbo-Visma            | + 5 min 12 s    |
| 14.º | Christophe Laporte   | Jumbo-Visma            | + 5 min 16 s    |
| 15.º | Mikkel Bjerg         | UAE Team Emirates      | + 5 min 16 s    |
| 16.º | Benoît Cosnefroy     | AG2R Citroën Team      | + 5 min 16 s    |
| 17.º | Anthony Turgis       | TotalEnergies          | + 6 min 04 s    |
| 18.º | Alexander Kristoff   | Uno-X Pro Cycling Team | + 6 min 09 s    |
| 19.º | John Degenkolb       | Team DSM               | + 6 min 09 s    |
| 20.º | Nils Politt          | Bora-Hansgrohe         | + 6 min 09 s    |

## Ciclistas participantes y posiciones finales
Convenciones:
- AB-N: Abandono en la etapa "N"
- FLT-N: Retiro por llegada fuera del límite de tiempo en la etapa "N"
- NTS-N: No tomó la salida para la etapa "N"
- DES-N: Descalificado o expulsado en la etapa "N"

## UCI World Ranking
El Tour de Flandes otorgó puntos para el UCI World Ranking para corredores de los equipos en las categorías UCI WorldTeam, UCI ProTeam y Continental. Las siguientes tablas son el baremo de puntuación y los diez corredores que obtuvieron más puntos:
| Posición   | 1.º | 2.º | 3.º | 4.º | 5.º | 6.º | 7.º | 8.º | 9.º | 10.º | 11.º | 12.º | 13.º | 14.º | 15.º | 16.º-20.º | 21.º-30.º | 31.º-50.º | 51.º-55.º | 56.º-60.º |
| Puntuación | 800 | 640 | 520 | 440 | 360 | 280 | 240 | 200 | 160 | 135  | 110  | 95   | 85   | 65   | 55   | 50        | 30        | 15        | 10        | 5         |

| Clasificación |                      |                       |        |
| Posición      | Ciclista             | Equipo                | Puntos |
| ------------- | -------------------- | --------------------- | ------ |
| 1.º           | Tadej Pogačar        | UAE Emirates          | 800    |
| 2.º           | Mathieu van der Poel | Alpecin-Deceuninck    | 640    |
| 3.º           | Mads Pedersen        | Trek-Segafredo        | 520    |
| 4.º           | Wout van Aert        | Jumbo-Visma           | 440    |
| 5.º           | Neilson Powless      | EF Education-EasyPost | 360    |
| 6.º           | Stefan Küng          | Groupama-FDJ          | 280    |
| 7.º           | Kasper Asgreen       | Soudal Quick-Step     | 240    |
| 8.º           | Fred Wright          | Bahrain Victorious    | 200    |
| 9.º           | Matteo Jorgenson     | Movistar              | 160    |
| 10.º          | Matteo Trentin       | UAE Emirates          | 135    |